# Romain Gavras
Romain Gavras (Parigi, 4 luglio 1981) è un regista francese.

## Biografia
Figlio di Costa-Gavras e della giornalista e produttrice cinematografica Michèle Ray-Gavras, nel 1995 ha fondato con l'amico d'infanzia Kim Chapiron il collettivo Kourtrajmé, col quale ha prodotto i suoi primi cortometraggi e video musicali.
Si è fatto notare nel 2008 dirigendo il video musicale del brano Stress del gruppo electro francese Justice, in cui una gang di giovani di origine nordafricana terrorizza i passanti e compie atti di vandalismo. Il video è diventato subito oggetto di discussione sia a causa della sua violenza esplicita, sia perché accusato di contribuire alla demonizzazione degli abitanti delle banlieue. Dazed e NME l'hanno annoverato tra i videoclip più controversi di sempre.
A esso, Gavras ha fatto seguire nel 2010 l'altrettanto controverso videoclip del singolo Born Free, della popstar britannico-tamil M.I.A., che mostrava un ipotetico rastrellamento ed esecuzione extragiudiziale di persone dai capelli rossi, ispirato alle riprese delle atrocità contro i Tamil nelle fasi finali della guerra civile in Sri Lanka. Tra i punti più criticati del videoclip, rimosso da YouTube a meno di un giorno dalla pubblicazione, vi era la scena dell'uccisione di un bambino con uno colpo a bruciapelo alla testa.
Ha poi espanso il soggetto di Born Free nel suo lungometraggio di finzione d'esordio, Our Day Will Come, prodotto e interpretato da Vincent Cassel. Nel 2012 ha vinto l'MTV Video Music Award alla miglior regia per il videoclip di Bad Girls di M.I.A., mentre nel 2018 ha diretto il suo secondo film, Il mondo è tuo, distribuito al di fuori della Francia da Netflix, così come il seguente Athena (2022), in concorso alla 79ª Mostra internazionale d'arte cinematografica di Venezia.

## Filmografia

### Regista

#### Cortometraggi
- The Funk Hunt (2001)
- Easy Pizza Riderz (2002)
- Les Mathématiques du Roi Heenok – documentario (2008)

#### Lungometraggi
- A Cross the Universe – documentario (2008)
- Our Day Will Come (Notre jour viendra) (2010)
- Il mondo è tuo (Le monde est à toi) (2018)
- Athena (2022)

#### Video musicali
- Changer le monde – Rocé (2002)
- Repaint the Picture – Don Martin (2002)
- Pour ceux – Mafia K-1 Fry (2003)
- Y'en a des biens – Didier Super (2004)
- Trankillement – Fatal Bazooka (2007)
- I Believe – Simian Mobile Disco (2007)
- Signatune – DJ Mehdi (2007)
- Stress – Justice (2008)
- The Age of the Understatement – The Last Shadow Puppets (2008)
- Born Free – M.I.A. (2010)
- Civilization – Justice (2011)
- Bad Girls – M.I.A. (2012)
- No Church in the Wild – Jay-Z e Kanye West, feat. Frank Ocean (2012)
- Gosh – Jamie xx (2015)
- Nothing Breaks Like a Heart – Mark Ronson, feat. Miley Cyrus (2018)
- Neo Surf – GENER8ION (2021)

### Sceneggiatore
- Our Day Will Come (Notre jour viendra) (2010)
- Il mondo è tuo (Le monde est à toi) (2018)
- Athena (2022)

### Attore
- Petit Ben, regia di Ismaël Ferroukhi – film TV (2000)
- Cacciatore di teste (Le Couperet), regia di Costa-Gavras (2005)
- Sheitan, regia di Kim Chapiron (2006)
- Ladri di cadaveri - Burke & Hare (Burke & Hare), regia di John Landis (2010)
- I miserabili (Les Misérables), regia di Ladj Ly (2019)

## Premi e riconoscimenti
- Grammy Awards
  - 2013 - Candidatura al miglior videoclip per Bad Girls
  - 2013 - Candidatura al miglior videoclip per No Church in the Wild
  - 2017 - Candidatura al miglior videoclip per Gosh (Version 2)
- MTV Video Music Awards
  - 2012 - Miglior regia per Bad Girls
  - 2012 - Candidatura al video dell'anno per Bad Girls
- MTV Europe Music Awards
  - 2011 - Candidatura al miglior video per Civilization
  - 2012 - Candidatura al miglior video per Bad Girls